# Vennootschap
Een vennootschap is een organisatie die haar eigenaars voor de wet vertegenwoordigt. Zij beschikt al dan niet over rechtspersoonlijkheid, al naargelang de gekozen rechtsvorm. Meestal is het een bedrijf met als hoofddoel het realiseren van winst voor de eigenaars van de vennootschap. Vennootschappen vallen onder het vennootschapsrecht.
Voorbeelden zijn de besloten vennootschap (BV), de naamloze vennootschap (NV, N.V. of nv) en de vennootschap onder firma (vof).

## België

### Vennootschapsrecht
Het Belgische vennootschapsrecht is, in tegenstelling tot in Nederland, niet langer geregeld in het burgerlijk wetboek, maar in een afzonderlijk Wetboek van Vennootschappen en Verenigingen (WVV). Voor de invoering van dit nieuwe wetboek was de regeling opgenomen in het Wetboek van vennootschappen (W.Venn.) en daarvoor in het Burgerlijk Wetboek en het Wetboek van Koophandel.
Een vennootschap wordt naar Belgisch recht opgericht door een contract waarbij men iets in gemeenschap brengt met de bedoeling winst te maken. Een groep vrienden die samen op de Lotto spelen hebben dus een vennootschap, meer bepaald een eenvoudige maatschap zonder rechtspersoonlijkheid.
In artikel 1:1 WVV wordt een vennootschap als volgt omschreven:
 Een vennootschap wordt opgericht bij een
rechtshandeling door één of meer personen, vennoten
genaamd, die een inbreng doen. Zij heeft een vermogen
en stelt zich de uitoefening van één of meer welbepaalde
activiteiten tot voorwerp. Een van haar doelen is aan
haar vennoten een rechtstreeks of onrechtstreeks vermogensvoordeel uit te keren of te bezorgen.
Het gaat dus om een contract tussen meerdere personen, in uitzonderlijke gevallen kan ook een vennootschap worden opgericht door één persoon. Het gaat dan om een besloten vennootschap met beperkte aansprakelijkheid (bv), onder de vorm van een eenpersoons-bvba (ebvba).

### Vennootschappen zonder rechtspersoonlijkheid
- maatschap: een vennootschap met een burgerlijk of handelsdoel (Art. 1:5. § 1. WVV).

Deze vennootschappen kunnen als vennootschap niet voor de rechtbank gedaagd worden. Ze worden dus altijd vertegenwoordigd door een natuurlijk persoon. Deze kunnen nietig verklaard worden door het ontbreken van een winstoogmerk. De rechter kan bij deze gelegenheid de vennootschap omzetten in een vereniging.

### Vennootschap met rechtspersoonlijkheid
Volgens het Hof van Cassatie is de rechtsbekwaamheid van vennootschappen met rechtspersonen dezelfde als die van natuurlijke personen, met uitzondering van wettelijke uitzonderingen zoals familiale rechten e.d.
Frequent voorkomende vormen zijn:
- vennootschap onder firma (VOF), in tegenstelling tot Nederland een rechtspersoon
- gewone commanditaire vennootschap (CommV), in tegenstelling tot Nederland een rechtspersoon
- commanditaire vennootschap op aandelen (Comm.VA)
- besloten vennootschap (BV)
- naamloze vennootschap (NV)
- coöperatieve vennootschap (CV):
  - hetzij met onbeperkte en hoofdelijke aansprakelijkheid (CVOA)
  - hetzij met beperkte aansprakelijkheid (CVBA)

Minder gebruikelijke vormen zijn:
- landbouwvennootschap (L.V.)
- economisch samenwerkingsverband (ESV)
- Europese vennootschap (SE)
- Europese coöperatieve vennootschap (SCE)

Deze vennootschappen kunnen als rechtspersoon zelfstandig voor de rechter gedaagd worden. De Belgische vennootschapsvormen hebben ook overeenkomstige Franse en Duitse benamingen.

### Overzichtstabel
Overzicht van vennootschapsvormen met rechtspersoonlijkheid:
| —                                         | NV                          | Comm.VA               | BV                                                            | CVBA                   | Comm.V               | V.O.F.               | CVOA                   |
| ----------------------------------------- | --------------------------- | --------------------- | ------------------------------------------------------------- | ---------------------- | -------------------- | -------------------- | ---------------------- |
| Oprichtingsakte bij notaris               | Ja                          | Ja                    | Ja                                                            | Ja                     | Nee                  | Nee                  | Nee                    |
| Financieel plan bij oprichting            | Ja                          | Ja                    | Ja                                                            | Ja                     | Nee                  | Nee                  | Nee                    |
| Revisor verplicht bij inbreng in natura   | Ja                          | Ja                    | Ja                                                            | Ja                     | Nee                  | Nee                  | Nee                    |
| Minimumkapitaal                           | € 61.500                    | € 61.500              | Enkel wat nodig is                                            | € 18.550               | Geen                 | Geen                 | Geen                   |
| Deel minimumkapitaal te volstorten        | 25% Minimaal € 61.500       | 25% Minimaal € 61.500 | geen minimuminbreng meer sinds vernieuwing vennootschapsrecht | 20% minimaal € 6.200   |                      |                      |                        |
| Minimaal aantal aandeelhouders            | 2                           | 2                     | 1                                                             | 3                      | 2                    | 2                    | 3                      |
| Aandeelhouders aansprakelijk              | Beperkt                     | Beperkt en onbeperkt  | Beperkt                                                       | Beperkt                | Beperkt en onbeperkt | Onbeperkt Hoofdelijk | Onbeperkt Hoofdelijk   |
| Vorm aandelen                             | Op naam of op toonder       | Op naam of op toonder | Op naam                                                       | Op naam                | Op naam              | Op naam              | Op naam                |
| Overdraagbaarheid aandelen                | Vrij overdraagbaar          | Vrij overdraagbaar    | Wettelijk beperkt                                             | Volgens statuten       | Volgens statuten     | Volgens statuten     | Volgens statuten       |
| Stemrecht aandeelhouders                  | 1 aandeel = 1 stem          | 1 aandeel = 1 stem    | 1 aandeel = 1 stem                                            | Volgens statuten       | Volgens statuten     | Volgens statuten     | Volgens statuten       |
| Minimumaantal bestuurders of zaakvoerders | 3 (2, als 2 aandeelhouders) | 1                     | 1                                                             | 1                      | 1                    | 1                    | 1                      |
| Benoeming bestuurders of zaakvoerders     | Algemene vergadering        | Moet statutair        | Statutair en/of verkozen door Algemene vergadering            | Kan statutair gebeuren | Moet statutair       | Kan statutair        | Kan statutair gebeuren |

### Vennootschap met sociaal oogmerk
Elk van de voorgaande vennootschapsvormen behalve de L.V. kan zich voordoen als een vennootschap met sociaal oogmerk. Zo'n vennootschap tracht niet in eerste plaats winst te bekomen maar wel een sociaal nuttige activiteit te voeren voor haar leden of derden.
De wet geeft geen extra voordelen aan vennootschappen met dit oogmerk, ze stelt echter wel beperkingen waaronder:
- Geen/beperkt winstoogmerk
- Bij opdoeken gaat de Liquidatiewaarde niet naar de vennoten maar naar een aansluitend sociaal doel
- Niemand mag meer dan 10% stemrecht
- Na een jaar tewerkstelling hebben personeelsleden het recht vennoot te worden.

## Nederland

### Vennootschapsrecht
Het vennootschapsrecht is in Nederland opgenomen in Boek 2 van het Burgerlijk Wetboek, dat handelt over de rechtspersonen.
Vennootschapsvormen zonder rechtspersoonlijkheid zijn in Nederland in 2010:
- maatschap
- vennootschap onder firma (vof)
- commanditaire vennootschap (cv)

Vennootschapsvormen die als rechtspersoon aan het handelsverkeer kunnen deelnemen zijn:
- naamloze vennootschap (nv)
- besloten vennootschap (bv)
- coöperatie:
  - met beperkte aansprakelijkheid (ba)
  - met uitgesloten aansprakelijkheid (ua)
  - met wettelijke aansprakelijkheid (wa)

## Europese Unie
De Europese Unie heeft ook vennootschapsvormen ingesteld. Deze hebben een gelijkaardige oprichtingsprocedure, maar volgen het nationale vennootschapsrecht waar de vennootschap haar zetel heeft:
- Europees economisch samenwerkingsverband (EESV)
- Europese vennootschap of Societas Europaea (SE)
- Europese coöperatieve vennootschap of societas cooperativa Europaea (SCE)

## Rusland
Een vennootschap (Russisch: Акционерное Общество; Aktsionernoje Obsjtsjestvo) in Rusland, afgekort AO, komt voor in drie vormen; een naamloze (OAO) en twee besloten vormen (ZAO en OOO). De meest populaire zijn de OOO en de ZAO.

## Voetnoot
1. ↑  De aanduidingen van de soorten vennootschappen worden met kleine letters geschreven, en sinds de laatste spellinghervorming ook de afkortingen. Toch zullen deze vaak met hoofdletters geschreven worden, meer bepaald als zij deel uitmaken van de naam van een welbepaalde vennootschap.
2. ↑  Cass. 13 april 1989, Arr.Cass. 1988-89, 920.
3. ↑  Overzicht vennootschapsvormen (gearchiveerde pagina; pdf)
4. 1 2 3 4 5 6  Opdeling in stille vennoten (beperkt aansprakelijk) en beherende vennoten (onbeperkt aansprakelijk)

Nationaal recht